# آنابيل: التكوين
آنابيل: التكوين (بالإنجليزية: Annabelle: Creation)‏ هو فيلم رعب تم إنتاجه في الولايات المتحدة وصدر في سنة 2017. الفيلم من إخراج ديفيد ساندبيرغ من بطولة أنتوني لاباليا وميراندا أوتو.

## القصة
بعد موت ابنتهما انابيل لم يستطيعا تحمل الالم فقامو باستدعاء شبح ابنتهما وبعد فترة لاحظا ان الشبح هو شيطان شرير فحبساه في دمية واغلقوا عليه في خزانة. وبعد سنوات رحب الوالدان بمجموعة من البنات اليتيمات في بيتهم كملجأ تحت حماية الاخت شارلوت وفي الليلة الأولى تقوم إحدى الفتيات بدخول غرفة انابيل وفتح الخزانة وبذلك اطلاق سراح الشيطان. فيحاول التسلط على الفتاة فتقاوم وفي الليلة الثانية يقوم برميها من الطابق الثاني مما يؤدي لإصابات بليغة وبذلك يتمكن الشيطان من تلبسها وبعد ملاحظة الجميع لتصرفاتها الغريبة اخبرت صديقتها المقربة الاب بذلك فيتفاجأ جدا ويكتشف الامر وبعد ذلك تشرح الزوجة الامر لشارلوت فاثناء محاولتها لانقاذ البنات يموت الزوجان بطرق بشعة وتبقى الفتاة المسكونة تلاحقهم حتى حبسها في الخزانة وعند حلول الصباح جاءت الشرطة والكهنة تخلصوا من الروح في الدمية ولكنهم لم يجدو انابيل فقد هربت.
و في تلك الفترة تم تبني انابيل وبعد نموها قامت بقتل والديها بالتبني.

## الميزانية والإيرادات
بلغت تكلفة إنتاج الفيلم حوالي 15 مليون دولار بينما حقق إيرادات تقدر بـ 301 مليون دولار.

## وصلات خارجية
- آنابيل: التكوين على موقع IMDb (الإنجليزية)
- آنابيل: التكوين على موقع ميتاكريتيك (الإنجليزية)
- آنابيل: التكوين على موقع روتن توميتوز (الإنجليزية)
- آنابيل: التكوين على موقع نتفليكس (الإنجليزية)
- آنابيل: التكوين على موقع قاعدة بيانات الأفلام العربية
- آنابيل: التكوين على موقع ألو سيني (الفرنسية)
- آنابيل: التكوين على موقع Turner Classic Movies (الإنجليزية)
- آنابيل: التكوين على موقع أول موفي (الإنجليزية)
- آنابيل: التكوين على موقع بوكس أوفيس موجو (الإنجليزية)
- آنابيل: التكوين على موقع فيلمافينيتي (الإسبانية)